# Platycoelia burmeisteriana
Platycoelia burmeisteriana är en skalbaggsart som beskrevs av Ohaus 1917. Platycoelia burmeisteriana ingår i släktet Platycoelia och familjen Rutelidae. Inga underarter finns listade i Catalogue of Life.